# Ховар Лунтшен
Ховар Лунтшен или известен на български още като Ховард Лоренцен (на норвежки: Håvard Holmefjord Lorentzen [hoːʋar hol̻meˌfjuːr luːn̺t̺sen]; роден на 2 октомври 1992 г. в Берген) е норвежки състезател по бързо пързаляне с кънки
Олимпийски шампион на дистанцията 500 м и сребърен медалист на 1000 м от зимните олимпийски игри в Пьонгчанг през 2018 г.

## Биография
Майка – Лив Холмефьорд, брат Хакон.
Започва да се занимава с кънки-бягане на 8 годинки в родния Берген. Участва в три юношески световни първенства. През 2010 година в Москва става шампион в отборното преследване. Две години по-късно в японския Обихиро повтаря успеха си и побеждава и на дистанция 1000 метра. Печели още сребърен и 2 бронзови медала на този шампионат.
През януари 2012 година норвежецът участва на Световния шампионат в спринтьорския многобой и заема 29-о място в крайното класиране. Два месеца по-късно на Световното на отделните дистанции в Хееренвеен се класира 24-ти на 1500 метра.
Участва в зимната олимпиада в Сочи през 2014 г. и заема 11-о място на 1000 метров и 16-о – на 1500 метра.
На зимните Олимпийски игри в Пьонгчанг през 2018 година побеждава на 500 метра, повтаряйки личния си рекорд от 2017 година поставен на високопланинската писта в Солт Лейк Сити.

## Лични рекорди
- 500 метра – 34,41 (9.12.2017,  Солт Лейк Сити и 19.2.2018 Канин) – Национален рекорд
- 1000 метра – 1.06,98 (2.12.2017,  Калгари) – Световен рекорд
- 1500 метра – 1.44,45 (15.11.2011,  Солт Лейк Сити)
- 3000 метра – 3.49,83 (2.11.2013,  Солт Лейк Сити)
- 5000 метра – 6:39.99 (7.11.2010,  Хамар)
- 10000 метра – 14.40,65 (24.02.2013,  Хамар)

## Успехи
Олимпийски игри
- Шампион (1): 2018
- Сребърен медал (1): 2018

Световно първенство
- Шампион (2): 2018
- Сребърен медал (1): 2017

Световно първенство за юноши
- Шампион (3): 2010, 2012
- Сребърен медал (1): 2012
- Бронзов медал (1): 2012

### Олимпийски игри
| Олимпиада      | 500 м. | 1000 м. | 1500 м. | 5000 м. | Масов старт | Отборно преследване |
| -------------- | ------ | ------- | ------- | ------- | ----------- | ------------------- |
| 2014 Сочи      | 32-ро  | 11-о    | 16-о    | -       | -           | 5-о                 |
| 2018 Пьонгчанг | Злато  | Сребро  | -       | -       | -           | -                   |